# Nicolas Vallet
Pour les articles homonymes, voir Vallet.
Œuvres principales
- Secretum Musarum (1615)
- Vingt et un pseaumes de David (1615)
- Le Secret des Muses (1616)
- Regia Pietas (1620)

Nicolas, Nicholas ou Nicolaes Vallet, né vers 1583 à Corbeny (près de Laon et du chemin des Dames en Picardie) et décédé vers 1642 à Amsterdam (?), est un compositeur et luthiste français émigré vers 1613 aux  Provinces Unies pour des raisons inconnues. Les raisons n'étaient probablement pas les poursuites religieuses en France car à l'époque les guerres de religion avaient cessé et les huguenots étaient protégés par l'édit de Nantes et bénéficiaient de la liberté de culte partout dans le royaume, de même que de places fortes. Il pourrait être le fils ainé de Jehan Vallet instrumentiste installé à Meaux.

## Vie et Œuvres.
S'étant établi à Amsterdam comme musicien indépendant, il y donnait des cours de luth et prit l'initiative, en collaboration avec son collègue, le luthiste Eduard Hancock, de fonder une école de danse qui s'ouvrit le 12 novembre 1626 dans sa propre demeure.
Son premier ouvrage en tablature de luth qui vit le jour, le Secretum musarum, comprend des compositions et une instruction pour le luth renaissance à dix chœurs.  L'ouvrage parut en deux tomes, en 1615 et en 1616, et fut une des dernières publications importantes comprenant la littérature pour cet instrument à voir le jour avant l’apparition du luth baroque.  Les livres comprennent tous les genres musicaux alors pratiqués – prélude, fantaisie, danses, ballet, chanson… – reprenant des thèmes qui circulaient à travers toute l'Europe depuis la fin du XVIe siècle.
En outre, il composa 21 pseaumes de David (publiés en 1615) et Regia Pietas (Piété royale, publiée en 1620).  Dans les 21 psaumes, la voix chante la mélodie du psaume, tandis que le luth tisse autour de la voix une pseudo-polyphonie virtuose.  Dans la Regia Pietas, Vallet ne nota que la tablature de l'ensemble des 150 psaumes. Toutefois, au-dessous de celle-ci, il indiqua les syllabes des psaumes par des astérisques, afin d'offrir au chanteur la liberté d'y ajouter aux endroits indiqués les textes des psaumes calvinistes en français, en néerlandais, en allemand ou en latin, explique-t-il lui-même.  L'idée était aussi d'économiser de l'espace et donc du papier.
Selon Frederick Neumann, Vallet aurait été parmi les premiers à introduire des ornements dans la tablature de luth.
Il publia encore en 1642 Apolloos soete lier (La Douce Lyre d'Apollon), pour violon et basse.

### Œuvres publiées
- (la) Secretum Musarum, in quo vera et genuina testudinem dextre simul et prompte pulsandi ratio ad amussim proponitur, Amsterdam, 1615 (troisième réédition en 1618 comme Paradisus Musicus Testudinis)
- (nl + fr) Een en twintich Psalmen Davids / Vingt et un pseaumes de David, Amsterdam, 1615
- (nl + fr) Het Tweede Boeck Van De Luyt-Tablatuer, Ghenoemt Het Gheheymnisse der sangh-goddinnen / Le second livre de tablature de luth; intitulé Le Secret des Muses, Contenant plusieurs belles pièces non encor ouyes par ci-deuant, fort faciles et utiles pour tous amateurs. Ensemble plusieurs autres pièces mises en Tablature selon la mode, plus belle, et plus facile qui se puisse trouver, entrautres quelques pièces mises pour jouer à quatre Luts différemment accordez[4], Amsterdam, 1616
- (la) Regia Pietas, Amsterdam, 1620
- (nl) Apolloos soete lier, 1642

### Discographie
- Nicolas Vallet, Le Secret des Muses, par Jérôme Blum, Brian Feehan, et al., Astrée, 1997
- Nicolas Vallet, Le Secret des Muses, par Eugène Ferré, Astrée, 1997
- Nicolas Vallet, Le Secret des Muses 1615-1616, par Paul O'Dette, Harmonia Mundi, 2004
- Nicolas Vallet, Le Secret des Muses, par Nigel North, Atma, 2006
- Calvinist music from France and the Netherlands, par Camerata Trajectina, Globe, 2009